# Fernando Botero
Fernando Botero (19. dubna 1932 Medellín – 15. září 2023 Monako)  byl kolumbijský malíř a sochař. Vytvořil si osobitý výtvarný styl, čerpající z odkazu evropských i mimoevropských uměleckých tradic. Charakteristickým znakem jeho díla, a to jak plastik, tak obrazů, je figurativní tvorba, jejíž předměty jsou proporčně předimenzované. Součástí jeho pohledu na svět je ironie, grotesknost a sociální kritika.

## Mládí
Vyrůstal se dvěma bratry a matkou, otec mu zemřel, když mu byly čtyři roky. Po absolvování základní školy získal stipendium na jezuitském gymnáziu v Medellínu. Ve dvanácti letech ho strýc, který měl na jeho výchovu velký vliv, zapsal do toreadorské školy. V té době začal malovat scény z býčích zápasů. Už jako šestnáctiletému mu začaly vydávat kresby místní noviny El Colombiano, které patřily k nejprestižnějším ve městě. Začal se stýkat s kroužkem intelektuálů se zájmem o moderní umění. Napsal esej Picassův nonkonformismus v umění, což mělo za následek jeho vyloučení ze školy. V letech 1949–1950 studoval na Liceo San José ve městě Marinilla. Po závěrečných zkouškách pracoval několik měsíců jako scénograf pro divadelní soubor Lope de Vega.

## Začátky
V osmnácti letech se rozhodl, že bude malířem. Roku 1951 se odstěhoval do Bogoty, kde navázal kontakt s avantgardními umělci. Ještě téhož roku mu v galerii Leo Matize uspořádali první samostatnou výstavu. Rok nato získal na 9. salonu kolumbijských umělců druhou cenu, která byla honorována částkou 7000 peset. To mu spolu s penězi z prodeje obrazů umožnilo vydat se v srpnu 1952 do Evropy. Zde pobýval následující tři roky. Postupně pobýval v Barceloně, Paříži, Florencii a Madridu. Zde se v umělecké škole Academia San Fernando zdokonaloval v technice malby a poznával historii výtvarného umění. V té době imitoval díla starých mistrů – Goyi, Tiziana, Rubense a Velázqueze.
Nejvíce ho ale zaujal jeden z nejvýznamnějších představitelů renesančního malířství Piero della Francesca, kvůli kterému odjel do Florencie, aby poznal jeho dílo. V Itálii žil dva roky, během nichž studoval na Accademia San Marco. Ve Florencii ho ovlivnila i díla starých mistrů, jakými byli například Giotto nebo Botticelli. Díky nim přišel na to, že malířské plátno získá větší smyslnost, pokud budou namalované postavy velkorozměrné. V březnu 1955 se vrátil do Bogoty. Rok nato se Boterovi načas odstěhovali do Mexico City.

## Zralý umělec
V roce 1957 měl první samostatnou výstavu v USA ve Washingtonu. O výstavě se psalo v The Washington Post, jeho práce však americká kritika neocenila; v té době byl módní abstraktní expresionismus. Po návratu z USA se Botero zapojil do kolumbijského uměleckého života. Vystavoval na 10. a 11. salonu kolumbijských umělců, kde získal druhou, resp. první cenu. Od roku 1958 vyučoval malbu na Akademii umění v Bogotě. V roce 1959 zastupoval spolu s dalšími třemi umělci Kolumbii na 5. São Paulo Art Biennial.
Během své první návštěvy Washingtonu se seznámil s galeristkou Taniou Gresovou, která mu v letech 1958 a 1960 uspořádala další výstavy. Tentokrát už jeho obrazy vzbudily zájem. Důsledkem bylo, že se Botero usadil v New Yorku. Ten byl pro Botera atraktivní z několika důvodů: jeho obrazy zde nacházely kupce, město bylo v té době jedním z hlavních center světového moderního umění a Kolumbijec zde navázal kontakty s malíři jako byli Franz Kline, Willem de Kooning či Mark Rothko. V roce 1960 si proto pronajal byt ve čtvrti Greenwich Village. Botero získával jedno ocenění za druhým. V listopadu 1960 to byla cena Guggengeimovy nadace za obraz Luciferova bitva, 1964 obdržel první cenu za Zátiší s jablky, presentovaném na výstavě Salón Intercol de artistas jóvenes, pořádané v Bogotě. Definitivní potvrzení jeho statutu respektovaného umělce přišlo v roce 1961, kdy Muzeum moderního umění (MoMA) zakoupilo jeho obraz Mona Lisa ve věku 12 let. V roce 1962 následovala výstava v prestižní newyorské galerii The Contemporaries.
V roce 1966 se Botero prosadil i v Evropě. Byly to především výstavy v Baden-Badenu, Mnichově a Hannoveru, které mu udělaly jméno. Majitel Galerie Brusberg v Hannoveru se stal jeho předním galeristou.
V New Yorku žil Botero trvale do roku 1973. Podnikal také časté cesty domů do Kolumbie, z evropských zemí byly jeho cílem Německo, Itálie a Francie. V roce 1973 si jako trvalé bydliště zvolil Paříž. Tehdy začal tvořit sochy. Ateliér měl nejprve v Rue Monsieur-le-Prince, o pět let později ho přestěhoval do Rue du Dragon, kde kdysi sídlila legendární Julianova akademie. Z roku 1980 pocházejí jeho první povídky, publikované v novinách El Tiempo. V tomto deníku už v roce 1958 ilustroval Márquezovu povídku La siesta del martes, která zde byla otištěna poprvé. S ohledem na své stále vzrůstající sochařské aktivity si v roce 1983 zřídil ateliér v Pietrasantě v Itálii, v jehož blízkosti se nacházejí mramorové lomy.

## Osobní život
V prosinci 1955 se oženil s Glorií Zeaovou, která se později stala kolumbijskou ministryní kultury. Měli spolu tři děti, rozvedli se v roce 1960. Boterovou druhou manželkou se v roce 1964 stala Cecilie Zambranová, s níž měl syna Pedra. I s ní se v roce 1975 rozvedl. Poslední sňatek uzavřel v roce 1978 s řeckou umělkyní Sophií Vari, s níž žije střídavě v Paříži, New Yorku, Monte Carlu a Pietrasantě. V roce 1994 unikl v Bogotě pokusu o únos.
Ačkoliv žije v Evropě, spojují ho s Kolumbií stále pevné vztahy. V roce 1977 věnoval Museo de Zea v Medellínu 16 svých maleb, roku 2000 daroval sto obrazů ze své rozsáhlé sbírky, mj. díla Miróova, Corotova či Klimtova, městu Bogotě, kde pro ně zřídili samostatné Boterovo muzeum. Přes dvě stě vlastních obrazů pak věnoval rodnému Medellínu.

## Dílo
Boterův autorský rukopis je snadno čitelný, jeho díla představují naivistické portréty nebo zátiší. Velmi často parafrázuje slavné obrazy minulosti. Většinu jeho prací charakterizuje abnormální zvětšení předmětů nebo postav. Svůj ojedinělý styl si vytvořil už krátce po třicítce a dodnes ho nezměnil. Boterovo dílo lze klást do souvislosti s literárním magickým realismem, který je známý především z děl latinskoamerických spisovatelů.

V průběhu života do sebe Botero nasával množství nejrůznějších podnětů z oblasti výtvarného umění i literatury. Během svých počátků ve 40. letech byl ovlivněný obrazy mexických malířů Diega Rivery, Davida Alfara Siqueirose a José Clemente Orozca. Po příchodu do Bogoty počátkem 50. let, když navázal kontakt s tamním avantgardním kroužkem, se v jeho obrazech objevují vlivy Gauguinovy a raného Picassa. 

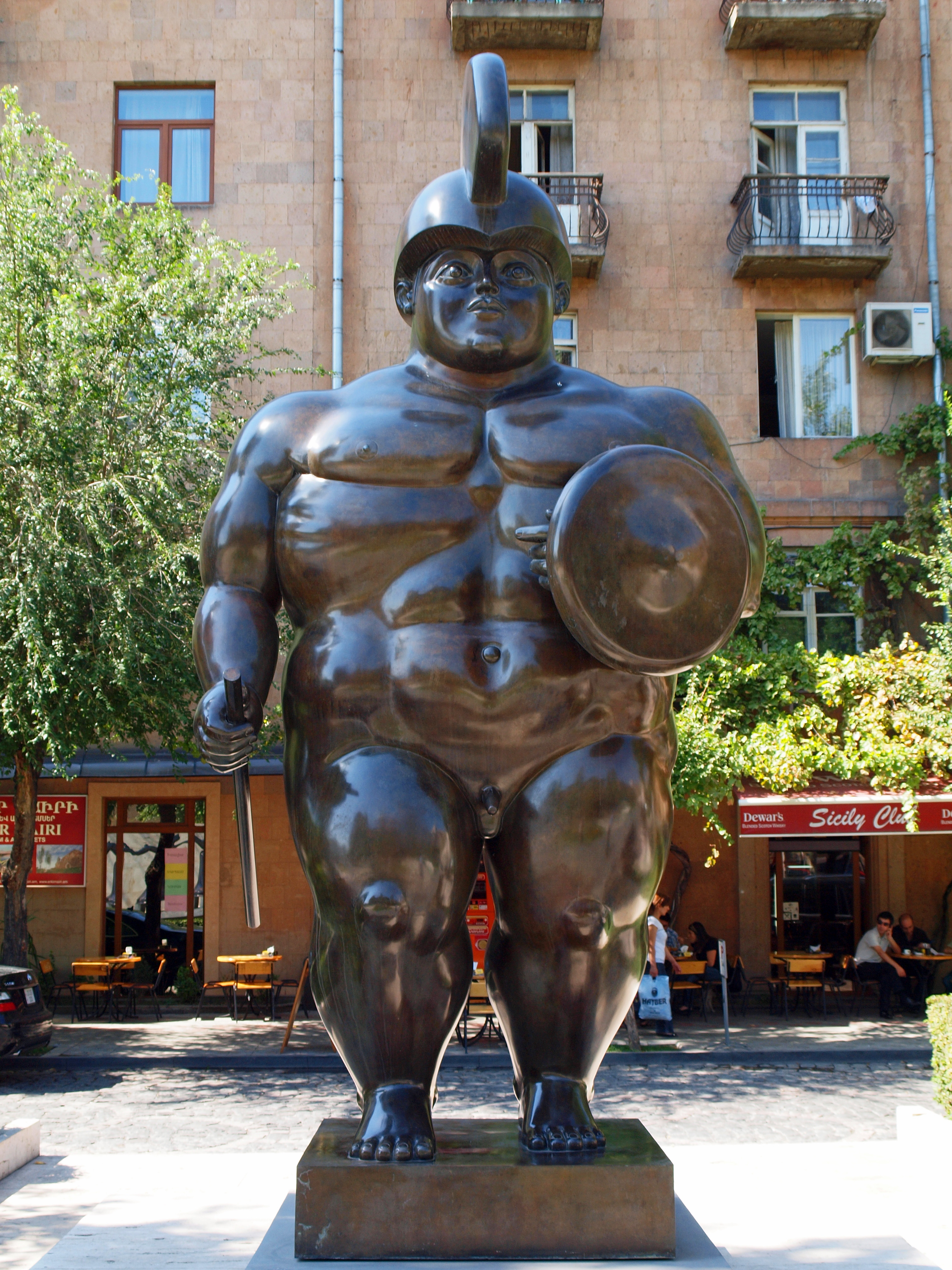
Centurion

 Po první návštěvě Evropy si nejvíce odnesl ze studia díla Giottova a Piera della Francesca. Mezi roky 1959–1961 jsou na jeho pracích patrné vlivy abstraktního expresionismu. Zhruba kolem roku 1964 dospěl k vlastnímu nezaměnitelnému stylu. Ten je charakteristický zhuštěnými, zakulacenými formami, malovanými hladkými, téměř neviditelnými tahy štětcem. Lidské postavy jsou ve vztahu k prostoru předimenzované. Kompozice je často ovlivněna oficiálními portréty vytvořenými španělskými malíři Velázquezem a Goyou, Botero však do obrazů přidává prvky humoru a smyslnosti zároveň, která díla jeho předchůdců neměla. Od poloviny 80. let se na jeho obrazech objevuje tematika býčích zápasů.
V roce 1973, po příchodu do Paříže, se Botero začal věnovat sochařství. Zjednodušeně je možné konstatovat, že převedl své obrazy do tří dimenzí. Stejně jako obrazy vycházejí i Boterovy plastiky z mnoha zdrojů, jmenovat lze egyptské sochařství či předkolumbovské americké kultury. Boterovy sochy působí monumentálním dojmem.

## Výstavy do roku 2002
- 1951 Galerie Leo Matiz, Bogota
- 1952 Galerie Leo Matiz, Bogota

9. Salon kolumbijských umělců (druhá cena)
- 1955 Národní knihovna Bogota
- 1956 Museum of Fine Art Huston, obraz Zátiší s mandolínou
- 1957 Washington, záštita Panamerická unie, první samostatná v USA

10. Salon kolumbijských umělců, (druhá cena za obraz Spící biskup)
- 1958 11. Salon kolumbijských umělců, (první cena za obraz Camera degli sposi)

Gress Gallery, Washington
Guggenheimovo muzeum Washington
- 1959 5. Biennale São Paulo (obraz Mona Lisa ve věku 12 let)
- 1960 Gress Gallery Washington
- 1961 Galerie El Callejan Bogota
- 1962 The Contemporaries New York
- 1963 Metropolitní muzeum umění New York (obraz Mona Lisa ve věku 12 let)
- 1964 Salón Intercol de artistas jóvenes Bogota (první cena za obraz Zátiší s jablky)
- 1966 Kunsthalle Baden-Baden, Galerie Buchholz Mnichov (putovní)

Galerie Brusberg Hannover
Milwaukee Art Museum, Milwaukee
- 1969 Center for Inter-American Relations New York

Galerie Claude Bernard Paříž
- 1970 Kunsthalle Baden-Baden, Haus am Waldsee Berlín, Kunstverein Düsseldorf, Kunstverein Hamburg, Kunsthalle Bielefeld (putovní, 80 obrazů)
- 1972 Gallery Marlborough New York
- 1974 Bogota (retrospektiva)
- 1976 Muzeum současného umění Caracas (retrospektiva)

Galerie Claude Bernard Paříž (akvarely a kresby)
- 1979 Belgie, Norsko, Švédsko (putovní, retrospektiva)

Hirshorn Museum Washington (retrospektiva)
- 1980 Galerie Beyler Basilej (akvarely, kresby, sochy)
- 1981 Tokio, Osaka (putovní, retrospektiva)
- 1986 Museo de Arte Contemporáneo Caracas (kresby)

Mnichov, Brémy, Frankfurt, Tokio (putovní, retrospektiva)
- 1987–1988 Castello Sforzesco Milán, Neapol, Knokke (Belgie) (putovní, 86 prací s tématem býčích zápasů)
- 1990 Fondation Pierre Gianadda Martigny (Švýcarsko) (retrospektiva, olejomalby, kresby a sochy)
- 1991–1992 Castello Belvedere Florencie, Casino Monte Carlo, Champs-Élysées Paříž (putovní, monumentální plastiky)
- 1993 Park Avenue New York (16 monumentálních bronzových soch)
- 1994 Bulvár Castellana Madrid (monumentální sochy)
- 1996 Jeruzalém, Santiago de Chile (plastiky)
- 1998 Montevideo, Monterey, Mexiko (v rámci retrospektiv latinskoamerického umění)
- 1999 Piazza della Signoria Florencie (30 monumentálních soch)
- 2001 Mexico City: 50 años de Vida Artística (retrospektiva)
- 2001–2002 Moderna Museet Stockholm, Kodaň (putovní, retrospektiva)

## Botero a film
V roce 2008 o Boterovi natočil režisér Peter Schamoni dokumentární film Botero Born in Medellin.